# Mistrzostwa Świata w Hokeju na Lodzie 2023 (elita)
Mistrzostwa Świata w Hokeju na Lodzie Elity 2023 odbyły się w dniach od 12 do 28 maja 2023 w Finlandii i na Łotwie.

## Organizacja
Jako miasta organizatorów i obiekty wybrano: Tampere (Tampere Deck Arena) i Rygę (Arēna Rīga).
Oficjalną maskotką turnieju został „Spiky”.

## Sędziowie
IIHF wyznaczyło 16 głównych arbitrów oraz 16 liniowych. Oto lista wybranych
| Sędziowie główni: - Andris Ansons - Tobias Björk - Adam Bloski - Sean Fernandez - Mads Frandsen - Lassi Heikkinen - Christoffer Holm - Jan Hribik - Stefan Hürlimann - Sirko Hunnius - Mikko Kaukokari - Mike Langin - Sean MacFarlane - André Schrader - Liam Sewell - Miroslav Stolc | Liniowi - Nick Briganti - Eric Cattaneo - Nicolas Constantineau - Jake Davis - Onni Hautamäki - Andreas Hofer - Daniel Hynek - Andreas Weise Krøyer - Brett Mackey - Tommi Niittylä - David Nothegger - Jiří Ondráček - Šimon Synek - Tarrington Wyonzek - Emil Yletyinen - Dāvis Zunde |

## Grupa A
Tabela
| Lp. | Zespół            | M | Pkt | Z | Zd | Pd | P | G+ | G- | +/− |
| --- | ----------------- | - | --- | - | -- | -- | - | -- | -- | --- |
| 1   | Stany Zjednoczone | 7 | 20  | 6 | 1  | 0  | 0 | 34 | 8  | +26 |
| 2   | Szwecja           | 7 | 18  | 5 | 1  | 1  | 0 | 26 | 7  | +19 |
| 3   | Finlandia         | 7 | 16  | 5 | 0  | 1  | 1 | 28 | 15 | +13 |
| 4   | Niemcy            | 7 | 12  | 4 | 0  | 0  | 3 | 27 | 16 | +11 |
| 5   | Dania             | 7 | 8   | 2 | 1  | 0  | 4 | 19 | 26 | -7  |
| 6   | Francja           | 7 | 4   | 0 | 1  | 2  | 4 | 10 | 31 | -21 |
| 7   | Austria           | 7 | 3   | 0 | 1  | 1  | 5 | 11 | 27 | -16 |
| 8   | Węgry             | 7 | 3   | 0 | 1  | 1  | 5 | 12 | 37 | -25 |

    = awans do ćwierćfinałów     = utrzymanie w elicie     = spadek do dywizji I grupy A
Wyniki
| 12 maja 2023 | Finlandia | 1:4 | Stany Zjednoczone | Tampere Deck Arena, Tampere |

| Szczegóły      | Szczegóły                 | Szczegóły       | Szczegóły                                                                                      | Szczegóły                                                                                          |
| -------------- | ------------------------- | --------------- | ---------------------------------------------------------------------------------------------- | -------------------------------------------------------------------------------------------------- |
| Godzina: 16:20 | T. Hartikainen (PP) 17:07 | (1:0, 0:1, 0:3) | 33:48 (EQ) C. Gauthier 49:49 (EQ) D. O’Connor 52:57 (EQ) A. D. Tuch 59:12 (EQ) (EN) A. D. Tuch | Widzów: 12056 Sędzia główny: Tobias Björk Adam Bloski Sędziowie liniowi: Jiří Ondráček Šimon Synek |
| Godzina: 16:20 | 6 min. kar                |                 | 4 min. kar                                                                                     | Widzów: 12056 Sędzia główny: Tobias Björk Adam Bloski Sędziowie liniowi: Jiří Ondráček Šimon Synek |

| 12 maja 2023 | Szwecja | 1:0 | Niemcy | Tampere Deck Arena, Tampere |

| Szczegóły      | Szczegóły              | Szczegóły       | Szczegóły  | Szczegóły |
| -------------- | ---------------------- | --------------- | ---------- | --- |
| Godzina: 20:20 | O. Lindberg (PP) 41:31 | (0:0, 0:0, 1:0) |            | Widzów: 9179 Sędzia główny: Mikko Kaukokari Miroslav Stolc Sędziowie liniowi: Eric Cattaneo Tarrington Wyonzek |
| Godzina: 20:20 | 8 min. kar             |                 | 6 min. kar | Widzów: 9179 Sędzia główny: Mikko Kaukokari Miroslav Stolc Sędziowie liniowi: Eric Cattaneo Tarrington Wyonzek |

| 13 maja 2023 | Francja | 2:1 pd. | Austria | Tampere Deck Arena, Tampere |

| Szczegóły      | Szczegóły                                 | Szczegóły            | Szczegóły           | Szczegóły                                                                                                 |
| -------------- | ----------------------------------------- | -------------------- | ------------------- | --- |
| Godzina: 12:20 | T. Bozon (PP) 19:29 S. Treille (PP) 60:39 | (1:0, 0:0, 0:1, 1:0) | 46:56 (PP) T. Raffl | Widzów: 7626 Sędzia główny: Mads Frandsen Sirko Hunnius Sędziowie liniowi: Šimon Synek Terrington Wyonzek |
| Godzina: 12:20 | 27 min. kar                               |                      | 10 min. kar         | Widzów: 7626 Sędzia główny: Mads Frandsen Sirko Hunnius Sędziowie liniowi: Šimon Synek Terrington Wyonzek |

| 13 maja 2023 | Węgry | 1:3 | Dania | Tampere Deck Arena, Tampere |

| Szczegóły      | Szczegóły            | Szczegóły       | Szczegóły                                                       | Szczegóły                                                                                               |
| -------------- | -------------------- | --------------- | --------------------------------------------------------------- | --- |
| Godzina: 16:20 | I. Sofron (EQ) 46:42 | (0:1, 0:1, 1:1) | 15:55 (PP) N. Ehlers 29:23 (PP) N. Ehlers 51:58 (EQ) M. Poulsen | Widzów: 7633 Sędzia główny: Adam Bloski Sean MacFarlaine Sędziowie liniowi: Onni Hautamäki Brett Mackey |
| Godzina: 16:20 | 12 min. kar          |                 | 10 min. kar                                                     | Widzów: 7633 Sędzia główny: Adam Bloski Sean MacFarlaine Sędziowie liniowi: Onni Hautamäki Brett Mackey |

| 13 maja 2023 | Niemcy | 3:4 | Finlandia | Tampere Deck Arena, Tampere |

| Szczegóły      | Szczegóły                                                           | Szczegóły       | Szczegóły                                                                                | Szczegóły                                                                                           |
| -------------- | ------------------------------------------------------------------- | --------------- | ---------------------------------------------------------------------------------------- | --------------------------------------------------------------------------------------------------- |
| Godzina: 20:20 | M. Noebels (EQ) 17:45 K. Wissman (EQ) 32:26 „JJ” Peterka (PP) 39:41 | (1:1, 2:2, 0:1) | 09:30 (EQ) J. Armia 34:09 (EQ) S. Manninen 35:26 (PP) S. Manninen 52:45 (EQ) M. Lehtonen | Widzów: 11712 Sędzia główny: Andris Ansons Miroslav Stolc Sędziowie liniowi: Jake Davis Dāvis Zunde |
| Godzina: 20:20 | 4 min. kar                                                          |                 | 8 min. kar                                                                               | Widzów: 11712 Sędzia główny: Andris Ansons Miroslav Stolc Sędziowie liniowi: Jake Davis Dāvis Zunde |

| 14 maja 2023 | Stany Zjednoczone | 7:1 | Węgry | Tampere Deck Arena, Tampere |

| Szczegóły      | Szczegóły | Szczegóły       | Szczegóły            | Szczegóły                                                                                                   |
| -------------- | --- | --------------- | -------------------- | --- |
| Godzina: 12:20 | A. Tuch (EQ) 06:16 N. Bonino (EQ) 18:38 N. Bonino (PP) 23:29 C. Gauthier (EQ) 33:39 C. Mackey (EQ) 41:23 R. N. Grimaldi (EQ) 44:04 L. Tuch (EQ) 56:57 | (2:1, 2:0, 3:0) | 04:07 (EQ) I. Sofron | Widzów: 5258 Sędzia główny: Mads Frandsen Sirko Hunnius Sędziowie liniowi: Eric Cattaneo Tarrington Wyonzek |
| Godzina: 12:20 | | 4 min. kar      |                      | Widzów: 5258 Sędzia główny: Mads Frandsen Sirko Hunnius Sędziowie liniowi: Eric Cattaneo Tarrington Wyonzek |

| 14 maja 2023 | Francja | 3:4 pd. | Dania | Tampere Deck Arena, Tampere |

| Szczegóły      | Szczegóły                                                    | Szczegóły            | Szczegóły                                                                           | Szczegóły                                                                                            |
| -------------- | ------------------------------------------------------------ | -------------------- | ----------------------------------------------------------------------------------- | --- |
| Godzina: 16:20 | G. Leclerc (EQ) 25:48 A.Rech (EQ) 28:29 J. Addamo (EQ) 39:31 | (0:2, 3:1, 0:0, 0:1) | 08:27 (PP) N. Ehlers 18:03 (PP) M. Bødker 30:34 (EQ) N. Olesen 61:43 (PP) P. Russel | Widzów: 4542 Sędzia główny: Tobias Björk Mikko Kaukokari Sędziowie liniowi: Jake Davis Jiří Ondráček |
| Godzina: 16:20 | 33 min. kar                                                  |                      | 6 min. kar                                                                          | Widzów: 4542 Sędzia główny: Tobias Björk Mikko Kaukokari Sędziowie liniowi: Jake Davis Jiří Ondráček |

| 14 maja 2023 | Szwecja | 5:0 | Austria | Tampere Deck Arena, Tampere |

| Szczegóły      | Szczegóły | Szczegóły       | Szczegóły  | Szczegóły                                                                                               |
| -------------- | --- | --------------- | ---------- | --- |
| Godzina: 20:20 | P. Lindholm (EQ) 03:43 M. Sörensen (EQ) 26:04 P. G. Nemeth (EQ) 38:16 L. Carlsson (EQ) 51:18 D. Everberg (EQ) 53:42 | (1:0, 2:0, 2:0) |            | Widzów: 5950 Sędzia główny: Andris Ansons Sean MacFarlane Sędziowie liniowi: Onni Hautamäki Dāvis Zunde |
| Godzina: 20:20 | 2 min. kar |                 | 4 min. kar | Widzów: 5950 Sędzia główny: Andris Ansons Sean MacFarlane Sędziowie liniowi: Onni Hautamäki Dāvis Zunde |

| 15 maja 2023 | Niemcy | 2:3 | Stany Zjednoczone | Tampere Deck Arena, Tampere |

| Szczegóły      | Szczegóły                                   | Szczegóły       | Szczegóły                                                         | Szczegóły                                                                                               |
| -------------- | ------------------------------------------- | --------------- | ----------------------------------------------------------------- | --- |
| Godzina: 16:20 | S. Soramies (SH) 30:23 J. Schütz (EQ) 39:55 | (0:0, 2:1, 0:2) | 25:39 (EA) R. Attard 45:58 (EQ) S. Farrell 54:50 (PP) M. Coronato | Widzów: 8003 Sędzia główny: Tobias Björk Mikko Kaukokari Sędziowie liniowi: Eric Cattaneo Jiří Ondráček |
| Godzina: 16:20 | 4 min. kar                                  |                 | 8 min. kar                                                        | Widzów: 8003 Sędzia główny: Tobias Björk Mikko Kaukokari Sędziowie liniowi: Eric Cattaneo Jiří Ondráček |

| 15 maja 2023 | Finlandia | 1:2 pk. | Szwecja | Tampere Deck Arena, Tampere |

| Szczegóły      | Szczegóły              | Szczegóły                 | Szczegóły                                    | Szczegóły                                                                                            |
| -------------- | ---------------------- | ------------------------- | -------------------------------------------- | --- |
| Godzina: 20:20 | J. Lammikko (EQ) 46:47 | (0:0, 0:1, 1:0, 0:0, 0:1) | 37:17 (EQ) O. Lindberg 65:00 (PS) L. Raymond | Widzów: 12049 Sędzia główny: Andris Ansons Mads Frandsen Sędziowie liniowi: Brett Mackey Šimon Synek |
| Godzina: 20:20 | 4 min. kar             |                           | 6 min. kar                                   | Widzów: 12049 Sędzia główny: Andris Ansons Mads Frandsen Sędziowie liniowi: Brett Mackey Šimon Synek |

| 16 maja 2023 | Dania | 6:2 | Austria | Tampere Deck Arena, Tampere |

| Szczegóły      | Szczegóły | Szczegóły       | Szczegóły                                   | Szczegóły                                                                                             |
| -------------- | --- | --------------- | ------------------------------------------- | --- |
| Godzina: 16:20 | N. Ehlers (EQ) 09:32 N. Andersen (EQ) 33:27 J. B. Jensen (EQ) 46:37 N. Jensen (PP) 51:46 M. Lassen (EQ) 53:00 P. Russell (EQ) 57:03 | (1:0, 1:1, 4:1) | 27:15 (PP) T. Raffl 48:40 (EQ) P. Schneider | Widzów: 3131 Sędzia główny: Sean Fernandez Sirko Hunnius Sędziowie liniowi: Andreas Hofer Dāvis Zunde |
| Godzina: 16:20 | 4 min. kar |                 | 6 min. kar                                  | Widzów: 3131 Sędzia główny: Sean Fernandez Sirko Hunnius Sędziowie liniowi: Andreas Hofer Dāvis Zunde |

| 16 maja 2023 | Francja | 2:3 pd. | Węgry | Tampere Deck Arena, Tampere |

| Szczegóły      | Szczegóły                                    | Szczegóły            | Szczegóły                                                         | Szczegóły                                                                                            |
| -------------- | -------------------------------------------- | -------------------- | ----------------------------------------------------------------- | --- |
| Godzina: 20:20 | C. Bertrand (PP) 16:28 L. Boundon (PP) 29:31 | (1:1, 1:1, 0:0, 0:1) | 19:39 (EQ) B. Stipsicz 33:03 (EQ) V. Galló 61:22 (EQ) I. Bartalis | Widzów: 3075 Sędzia główny: Mads Frandsen Mike Langin Sędziowie liniowi: Onni Hautamäki Brett Mackey |
| Godzina: 20:20 | 10 min. kar                                  |                      | 8 min. kar                                                        | Widzów: 3075 Sędzia główny: Mads Frandsen Mike Langin Sędziowie liniowi: Onni Hautamäki Brett Mackey |

| 17 maja 2023 | Stany Zjednoczone | 4:1 | Austria | Tampere Deck Arena, Tampere |

| Szczegóły      | Szczegóły                                                                               | Szczegóły       | Szczegóły           | Szczegóły                                                                                               |
| -------------- | --------------------------------------------------------------------------------------- | --------------- | ------------------- | --- |
| Godzina: 16:20 | R. N. Grimaldi (EQ) 27:16 C. Mazur (EQ) 38:20 L. Hutson (EQ) 43:24 N. Perbix (EN) 57:27 | (0:0, 2:1, 2:0) | 37:23 (PP) T. Raffl | Widzów: 7676 Sędzia główny: Andris Ansons Mikko Kaukokari Sędziowie liniowi: Onni Hautamäki Šimon Synek |
| Godzina: 16:20 | 4 min. kar                                                                              |                 | 4 min. kar          | Widzów: 7676 Sędzia główny: Andris Ansons Mikko Kaukokari Sędziowie liniowi: Onni Hautamäki Šimon Synek |

| 17 maja 2023 | Finlandia | 5:3 | Francja | Tampere Deck Arena, Tampere |

| Szczegóły      | Szczegóły | Szczegóły       | Szczegóły                                                              | Szczegóły                                                                                            |
| -------------- | --- | --------------- | ---------------------------------------------------------------------- | --- |
| Godzina: 20:20 | H. Pesonen (EQ) 04:37 A. Oksanen (EQ) 23:35 M. Anttila (EQ) 31:36 T. Hartikainen (PP) 45:22 S. Manninen (EN) 58:58 | (1:1, 2:1, 2:1) | 01:04 (EQ) F. Chakiachvili 28:31 (EQ) J. Addamo 49:08 (EQ) C. Bertrand | Widzów: 11638 Sędzia główny: Tobias Björk Sean Fernandez Sędziowie liniowi: Brett Mackey Dāvis Zunde |
| Godzina: 20:20 | 4 min. kar |                 | 6 min. kar                                                             | Widzów: 11638 Sędzia główny: Tobias Björk Sean Fernandez Sędziowie liniowi: Brett Mackey Dāvis Zunde |

| 18 maja 2023 | Węgry | 1:7 | Szwecja | Tampere Deck Arena, Tampere |

| Szczegóły      | Szczegóły          | Szczegóły       | Szczegóły | Szczegóły |
| -------------- | ------------------ | --------------- | --- | --- |
| Godzina: 16:20 | R. Kiss (EQ) 07:36 | (1:3, 0:3, 0:1) | 01:33 (EQ) O. Lindberg 05:13 (SH) J. de la Rose 17:50 (EQ) D. Everberg 24:17 (PP2) A. Petersson 37:37 (EQ) J. Berggren 38:20 (EQ) J. de la Rose 48:48 (EQ) L. Raymond | Widzów: 6566 Sędzia główny: Sirko Hunnius Liam Sewell Sędziowie liniowi: Nicolas Constantineau Andreas Hofer |
| Godzina: 16:20 | 4 min. kar         |                 | 4 min. kar | Widzów: 6566 Sędzia główny: Sirko Hunnius Liam Sewell Sędziowie liniowi: Nicolas Constantineau Andreas Hofer |

| 18 maja 2023 | Dania | 4:6 | Niemcy | Tampere Deck Arena, Tampere |

| Szczegóły      | Szczegóły                                                                             | Szczegóły       | Szczegóły | Szczegóły                                                                                         |
| -------------- | ------------------------------------------------------------------------------------- | --------------- | --- | ------------------------------------------------------------------------------------------------- |
| Godzina: 20:20 | M. Lassen (EQ) 05:39 M. Bau Hansen (EQ) 39:37 C. Wejse (EQ) 55:01 C. Wejse (EQ) 59:28 | (1:0, 1:3, 2:3) | 29:12 (EQ) „JJ” Peterka 31:08 (EQ) A. Ehl 37:51 (EQ) M. Müller 55:21 (EQ) J. Müller 58:56 (PP) (EN) M. Noebels 59:35 (EN) N. Sturm | Widzów: 3964 Sędzia główny: Jan Hribik Mike Langin Sędziowie liniowi: Nick Briganti Emil Yletinen |
| Godzina: 20:20 | 4 min. kar                                                                            |                 | | Widzów: 3964 Sędzia główny: Jan Hribik Mike Langin Sędziowie liniowi: Nick Briganti Emil Yletinen |

| 19 maja 2023 | Węgry | 1:7 | Finlandia | Tampere Deck Arena, Tampere |

| Szczegóły      | Szczegóły           | Szczegóły       | Szczegóły | Szczegóły |
| -------------- | ------------------- | --------------- | --- | --- |
| Godzina: 16:20 | B. Sebők (EQ) 26:46 | (0:1, 1:1, 0:5) | 23:09 (EQ) M. Lehtonen 26:46 (PP) K. Kakko 40:51 (EQ) A. P. Ohtamaa 43:24 (PP) T. Hartikainen 46:20 (EQ) S. Kasperi Kapanen 54:42 (EQ) W. Merelä 59:01 (PP) J. Armia | Widzów: 11547 Sędzia główny: Sean MacFarlane Jan Hribik Sędziowie liniowi: Nicolas Constantineau Dāvis Zunde |
| Godzina: 16:20 | 12 min. kar         |                 | | Widzów: 11547 Sędzia główny: Sean MacFarlane Jan Hribik Sędziowie liniowi: Nicolas Constantineau Dāvis Zunde |

| 19 maja 2023 | Austria | 2:4 | Niemcy | Tampere Deck Arena, Tampere |

| Szczegóły      | Szczegóły                               | Szczegóły       | Szczegóły                                                                                 | Szczegóły                                                                                            |
| -------------- | --------------------------------------- | --------------- | ----------------------------------------------------------------------------------------- | --- |
| Godzina: 20:20 | B. Wolf (EQ) 11:15 L. Haudum (EQ) 53:25 | (1:2, 0:1, 1:1) | 04:22 (EQ) N. Sturm 16:28 (EQ) P. Tuomie 33:32 (EQ) W. Stachowiak 58:58 (EQ/ENG) N. Sturm | Widzów: 7451 Sędzia główny: Andris Ansons Liam Sewell Sędziowie liniowi: Brett Mackey Emil Yletyinen |
| Godzina: 20:20 | 0 min. kar                              |                 | 4 min. kar                                                                                | Widzów: 7451 Sędzia główny: Andris Ansons Liam Sewell Sędziowie liniowi: Brett Mackey Emil Yletyinen |

| 20 maja 2023 | Stany Zjednoczone | 3:0 | Dania | Tampere Deck Arena, Tampere |

| Szczegóły      | Szczegóły                                                            | Szczegóły       | Szczegóły  | Szczegóły                                                                                                 |
| -------------- | -------------------------------------------------------------------- | --------------- | ---------- | --- |
| Godzina: 12:20 | C. Gauthier (PP) 49:51 A. Tuch (EQ) 55:30 R. Grimaldi (EQ/ENG) 59:19 | (0:0, 0:0, 3:0) |            | Widzów: 8951 Sędzia główny: Lassi Heikkinen Mike Langin Sędziowie liniowi: Tommi Niittylä David Nothegger |
| Godzina: 12:20 | 6 min. kar                                                           |                 | 6 min. kar | Widzów: 8951 Sędzia główny: Lassi Heikkinen Mike Langin Sędziowie liniowi: Tommi Niittylä David Nothegger |

| 20 maja 2023 | Austria | 1:3 | Finlandia | Tampere Deck Arena, Tampere |

| Szczegóły      | Szczegóły             | Szczegóły       | Szczegóły                                                         | Szczegóły                                                                                                  |
| -------------- | --------------------- | --------------- | ----------------------------------------------------------------- | --- |
| Godzina: 16:20 | D. Zwerger (EQ) 04:55 | (1:2, 0:0, 0:1) | 01:19 (EQ) K. Kapanen 07:31 (EQ) A. Suomela 58:08 (EQ) A. Oksanen | Widzów: 11785 Sędzia główny: Christoffer Holm Sirko Hunnius Sędziowie liniowi: Nick Briganti Andreas Hofer |
| Godzina: 16:20 | 4 min. kar            |                 | 0 min. kar                                                        | Widzów: 11785 Sędzia główny: Christoffer Holm Sirko Hunnius Sędziowie liniowi: Nick Briganti Andreas Hofer |

| 20 maja 2023 | Szwecja | 4:0 | Francja | Tampere Deck Arena, Tampere |

| Szczegóły      | Szczegóły                                                                                       | Szczegóły       | Szczegóły  | Szczegóły                                                                                            |
| -------------- | ----------------------------------------------------------------------------------------------- | --------------- | ---------- | --- |
| Godzina: 20:20 | P. Lindholm (EQ) 01:59 F. Zetterlund (EQ) 09:25 J. Berggren (PP) 16:26 F. Zetterlund (PP) 19:54 | (4:0, 0:0, 0:0) |            | Widzów: 8454 Sędzia główny: Andris Ansons Sean Fernandez Sędziowie liniowi: Brett Mackey Dāvis Zunde |
| Godzina: 20:20 | 6 min. kar                                                                                      |                 | 6 min. kar | Widzów: 8454 Sędzia główny: Andris Ansons Sean Fernandez Sędziowie liniowi: Brett Mackey Dāvis Zunde |

| 21 maja 2023 | Niemcy | 7:2 | Węgry | Tampere Deck Arena, Tampere |

| Szczegóły      | Szczegóły | Szczegóły       | Szczegóły                                 | Szczegóły |
| -------------- | --- | --------------- | ----------------------------------------- | --- |
| Godzina: 16:20 | W. Stachowiak (EQ) 07:58 M. Seider (EQ) 35:04 N. Sturm (EQ) 35:22 N. Sturm (PP) 37:55 „JJ” Peterka (EQ) 42:39 D. Kahun (EQ) 50:06 J. Müller (EQ) 58:38 | (1:0, 3:0, 3:2) | 46:11 (EQ) I. Terbócs 48:13 (EQ) N. Fejes | Widzów: 4821 Sędzia główny: Lassi Heikkinen Jan Hribik Sędziowie liniowi: Nicolas Constantineau David Nothegger |
| Godzina: 16:20 | 29 min. kar |                 | 6 min. kar                                | Widzów: 4821 Sędzia główny: Lassi Heikkinen Jan Hribik Sędziowie liniowi: Nicolas Constantineau David Nothegger |

| 21 maja 2023 | Stany Zjednoczone | 9:0 | Francja | Tampere Deck Arena, Tampere |

| Szczegóły      | Szczegóły | Szczegóły       | Szczegóły  | Szczegóły                                                                                              |
| -------------- | --- | --------------- | ---------- | --- |
| Godzina: 20:20 | D. O’Connor (EQ) 06:03 C. Gauthier (EQ) 11:34 T.J. Tynan (EQ) 13:53 C. Gauthier (PP) 21:31 D. O’Connor (EQ) 42:22 S. Perunovich (EQ) 45:01 r. Grimaldi (EQ) 47:07 C. Garland (EQ) 48:36 C. Gauthier (EQ) 53:48 | (3:0, 1:0, 5:0) |            | Widzów: 6532 Sędzia główny: Christoffer Holm Liam Sewell Sędziowie liniowi: Brett Mackey Emil Yletinen |
| Godzina: 20:20 | 6 min. kar |                 | 6 min. kar | Widzów: 6532 Sędzia główny: Christoffer Holm Liam Sewell Sędziowie liniowi: Brett Mackey Emil Yletinen |

| 22 maja 2023 | Dania | 1:4 | Szwecja | Tampere Deck Arena, Tampere |

| Szczegóły      | Szczegóły            | Szczegóły       | Szczegóły                                                                                     | Szczegóły                                                                                            |
| -------------- | -------------------- | --------------- | --------------------------------------------------------------------------------------------- | --- |
| Godzina: 16:20 | N. Jensen (EQ) 03:39 | (1:1, 0:1, 0:2) | 13:24 (EQ) D. Everberg 32:20 (PP) A. Petersson 52:40 (EQ) L. Raymond 52:44 (EQ) C. Grundström | Widzów: 6573 Sędzia główny: Sean Fernandez Jan Hribik Sędziowie liniowi: Andreas Hofer Tommi Nittyla |
| Godzina: 16:20 | 6 min. kar           |                 | 4 min. kar                                                                                    | Widzów: 6573 Sędzia główny: Sean Fernandez Jan Hribik Sędziowie liniowi: Andreas Hofer Tommi Nittyla |

| 22 maja 2023 | Austria | 4:3 pk. | Węgry | Tampere Deck Arena, Tampere |

| Szczegóły      | Szczegóły                                                                           | Szczegóły                 | Szczegóły                                                       | Szczegóły                                                                                           |
| -------------- | ----------------------------------------------------------------------------------- | ------------------------- | --------------------------------------------------------------- | --------------------------------------------------------------------------------------------------- |
| Godzina: 20:20 | M. Rossi (PP) 12:45 S. Strong (EQ) 26:43 L. Haudum (PP) 37:09 M. Ganahl (GWG) 65:00 | (1:2, 2:1, 0:0, 0:0, 1:0) | 08:25 (EQ) I. Sofron 19:21 (PP) I. Sofron 24:11 (EQ) M. Horváth | Widzów: 3068 Sędzia główny: Mike Langin Liam Sewell Sędziowie liniowi: Nick Briganti Emil Yletyinen |
| Godzina: 20:20 | 4 min. kar                                                                          |                           | 6 min. kar                                                      | Widzów: 3068 Sędzia główny: Mike Langin Liam Sewell Sędziowie liniowi: Nick Briganti Emil Yletyinen |

| 23 maja 2023 | Niemcy | 5:0 | Francja | Tampere Deck Arena, Tampere |

| Szczegóły      | Szczegóły | Szczegóły       | Szczegóły   | Szczegóły |
| -------------- | --- | --------------- | ----------- | --- |
| Godzina: 12:20 | A. Ehl (EQ) 03:31 F. Tiffels (EQ) 15:55 „JJ” Peterka (EQ) 22:07 D. Fischbuch (PP) 43:51 M. Kastner (PP) 53:34 | (2:0, 1:0, 2:0) |             | Widzów: 8598 Sędzia główny: Lassi Heikkinen Stefan Hürlimann Sędziowie liniowi: Andreas Weise Krøyer David Nothegger |
| Godzina: 12:20 | 6 min. kar |                 | 35 min. kar | Widzów: 8598 Sędzia główny: Lassi Heikkinen Stefan Hürlimann Sędziowie liniowi: Andreas Weise Krøyer David Nothegger |

| 23 maja 2023 | Szwecja | 3:4 pd. | Stany Zjednoczone | Tampere Deck Arena, Tampere |

| Szczegóły      | Szczegóły                                                              | Szczegóły            | Szczegóły                                                                             | Szczegóły                                                                                             |
| -------------- | ---------------------------------------------------------------------- | -------------------- | ------------------------------------------------------------------------------------- | --- |
| Godzina: 16:20 | L. Carlsson (PP2) 09:10 L. Carlsson (EQ) 54:51 T. Liljegren (EQ) 57:29 | (1:1, 0:2, 2:0, 0:1) | 16:49 (PP) N. Bonino 33:54 (PP) C. Garland 39:30 (EQ) L. Hutson 61:37 (EQ) D. Samberg | Widzów: 8781 Sędzia główny: Mike Langin André Schrader Sędziowie liniowi: Daniel Hynek Tommi Niittylä |
| Godzina: 16:20 | 14 min. kar                                                            |                      | 33 min. kar                                                                           | Widzów: 8781 Sędzia główny: Mike Langin André Schrader Sędziowie liniowi: Daniel Hynek Tommi Niittylä |

| 23 maja 2023 | Finlandia | 7:1 | Dania | Tampere Deck Arena, Tampere |

| Szczegóły      | Szczegóły | Szczegóły       | Szczegóły            | Szczegóły |
| -------------- | --- | --------------- | -------------------- | --- |
| Godzina: 20:20 | M. Anttila (EQ) 02:39 A. Ohtamaa (EQ) 03:31 V. Pokka (EQ) 18:36 H. Björninen (EQ) 22:54 J. Lammikko (SH) 35:07 K. Kapanen (EQ) 38:11 N. Matinpalo (EQ) 42:41 | (3:0, 3:0, 1:1) | 42:53 (EQ) N. Ehlers | Widzów: 11491 Sędzia główny: Christoffer Holm Liam Sewell Sędziowie liniowi: Nick Briganti Nicolas Constantineau |
| Godzina: 20:20 | 6 min. kar |                 | 8 min. kar           | Widzów: 11491 Sędzia główny: Christoffer Holm Liam Sewell Sędziowie liniowi: Nick Briganti Nicolas Constantineau |

## Grupa B
Tabela
| Lp. | Zespół     | M | Pkt | Z | Zd | Pd | P | G+ | G- | +/− |
| --- | ---------- | - | --- | - | -- | -- | - | -- | -- | --- |
| 1   | Szwajcaria | 7 | 19  | 6 | 0  | 1  | 0 | 29 | 10 | +19 |
| 2   | Kanada     | 7 | 15  | 4 | 1  | 1  | 1 | 25 | 11 | +14 |
| 3   | Łotwa      | 7 | 13  | 3 | 2  | 0  | 2 | 21 | 17 | +4  |
| 4   | Czechy     | 7 | 13  | 4 | 0  | 1  | 2 | 22 | 16 | +6  |
| 5   | Słowacja   | 7 | 11  | 3 | 0  | 2  | 2 | 15 | 15 | 0   |
| 6   | Kazachstan | 7 | 7   | 1 | 2  | 0  | 4 | 14 | 31 | -17 |
| 7   | Norwegia   | 7 | 6   | 1 | 1  | 1  | 4 | 9  | 17 | -8  |
| 8   | Słowenia   | 7 | 0   | 0 | 0  | 0  | 7 | 9  | 27 | -18 |

    = awans do ćwierćfinałów     = utrzymanie w elicie     = spadek do dywizji I grupy A
Wyniki
| 12 maja 2023 | Słowacja | 2:3 | Czechy | Arēna Rīga, Ryga |

| Szczegóły      | Szczegóły                                     | Szczegóły       | Szczegóły                                                        | Szczegóły                                                                                                 |
| -------------- | --------------------------------------------- | --------------- | ---------------------------------------------------------------- | --- |
| Godzina: 16:20 | M. Chromiak (PP) 04:52 M. Rosandić (EQ) 10:57 | (2:3, 0:0, 0:0) | 06:38 (EQ) R. Červenka 13:48 (SH) L. Sedlák 18:48 (PP) L. Sedlák | Widzów: 7800 Sędzia główny: Sean Fernandez André Schrader Sędziowie liniowi: Nick Briganti Andreas Krøyer |
| Godzina: 16:20 | 27 min. kar                                   |                 | 6 min. kar                                                       | Widzów: 7800 Sędzia główny: Sean Fernandez André Schrader Sędziowie liniowi: Nick Briganti Andreas Krøyer |

| 12 maja 2023 | Łotwa | 0:6 | Kanada | Arēna Rīga, Ryga |

| Szczegóły      | Szczegóły  | Szczegóły       | Szczegóły | Szczegóły                                                                                             |
| -------------- | ---------- | --------------- | --- | --- |
| Godzina: 20:20 |            | (0:2, 0:2, 0:2) | 00:52 (EQ) L. Crouse 04:56 (EQ) S. Laughton 28:17 (PP) M. Weegar 35:12 (EQ) S. Blais 53:58 (EQ) J. Veleno 55:40 (EQ) J. McBain | Widzów: 9260 Sędzia główny: Lassi Heikkinen Jan Hribik Sędziowie liniowi: Andreas Hofer Emil Yletinen |
| Godzina: 20:20 | 8 min. kar |                 | 4 min. kar | Widzów: 9260 Sędzia główny: Lassi Heikkinen Jan Hribik Sędziowie liniowi: Andreas Hofer Emil Yletinen |

| 13 maja 2023 | Szwajcaria | 7:0 | Słowenia | Arēna Rīga, Ryga |

| Szczegóły      | Szczegóły | Szczegóły       | Szczegóły   | Szczegóły                                                                                               |
| -------------- | --- | --------------- | ----------- | --- |
| Godzina: 12:20 | D. Malgin (PP) 12:56 „J.J.” Moser (EQ) 13:29 N. Niederreiter (PP) 32:47 D. Malgin (PP) 41:59 C. Thürkauf (PP) 43:46 M. Miranda (EQ) 50:36 C. Bertschy (EQ) 57:05 | (2:0, 1:0, 4:0) |             | Widzów: 3260 Sędzia główny: Lassi Heikkinen Mike Langin Sędziowie liniowi: Daniel Hynek David Nothegger |
| Godzina: 12:20 | 4 min. kar |                 | 12 min. kar | Widzów: 3260 Sędzia główny: Lassi Heikkinen Mike Langin Sędziowie liniowi: Daniel Hynek David Nothegger |

| 13 maja 2023 | Norwegia | 3:4 pk. | Kazachstan | Arēna Rīga, Ryga |

| Szczegóły      | Szczegóły                                                   | Szczegóły                 | Szczegóły                                                                                          | Szczegóły |
| -------------- | ----------------------------------------------------------- | ------------------------- | -------------------------------------------------------------------------------------------------- | --- |
| Godzina: 16:20 | M. Haga (PP) 07:48 O. J. Holm (EQ) 09:06 M. Haga (PP) 21:44 | (2:1, 1:1, 0:1, 0:0, 0:1) | 15:29 (EQ) M. Muchamietow 35:11 (PP) W. Oriechow 51:27 (PP) N. Michajlis 65:00 (GWG) R. Starczenko | Widzów: 2870 Sędzia główny: Sean Fernandez Stefan Hürlimann Sędziowie liniowi: Nicolas Constantineau Tommi Niittylä |
| Godzina: 16:20 | 6 min. kar                                                  |                           | 8 min. kar                                                                                         | Widzów: 2870 Sędzia główny: Sean Fernandez Stefan Hürlimann Sędziowie liniowi: Nicolas Constantineau Tommi Niittylä |

| 13 maja 2023 | Słowacja | 2:1 | Łotwa | Arēna Rīga, Ryga |

| Szczegóły      | Szczegóły                                | Szczegóły       | Szczegóły           | Szczegóły |
| -------------- | ---------------------------------------- | --------------- | ------------------- | --- |
| Godzina: 20:20 | M. Sukeľ (EQ) 00:44 M. Hrivík (EQ) 50:04 | (1:0, 0:1, 1:0) | 36:51 (EQ) R. Ābols | Widzów: 8930 Sędzia główny: Christoffer Holm Liam Sewell Sędziowie liniowi: Nick Briganti Andreas Weise Krøyer |
| Godzina: 20:20 | 10 min. kar                              |                 | 2 min. kar          | Widzów: 8930 Sędzia główny: Christoffer Holm Liam Sewell Sędziowie liniowi: Nick Briganti Andreas Weise Krøyer |

| 14 maja 2023 | Słowenia | 2:5 | Kanada | Arēna Rīga, Ryga |

| Szczegóły      | Szczegóły                               | Szczegóły       | Szczegóły                                                                                                   | Szczegóły |
| -------------- | --------------------------------------- | --------------- | --- | --- |
| Godzina: 12:20 | J. Drozg (PP) 03:50 J. Drozg (EQ) 55:10 | (1:0, 0:3, 1:2) | 21:13 (EQ) M. Carcone 27:31 (EQ) P.-O. Joseph 38:46 (PP) M. Lucic 53:59 (EQ) M. Weegar 54:50 (EQ) J. McBain | Widzów: 3380 Sędzia główny: Stefan Hürlimann André Schrader Sędziowie liniowi: Nicolas Constantineau Emil Yletyinen |
| Godzina: 12:20 | 10 min. kar                             |                 | 12 min. kar                                                                                                 | Widzów: 3380 Sędzia główny: Stefan Hürlimann André Schrader Sędziowie liniowi: Nicolas Constantineau Emil Yletyinen |

| 14 maja 2023 | Norwegia | 0:3 | Szwajcaria | Arēna Rīga, Ryga |

| Szczegóły      | Szczegóły   | Szczegóły       | Szczegóły                                                                 | Szczegóły                                                                                        |
| -------------- | ----------- | --------------- | ------------------------------------------------------------------------- | ------------------------------------------------------------------------------------------------ |
| Godzina: 16:20 |             | (0:2, 0:0, 0:1) | 08:13 (EQ) D. Simion 19:28 (EQ) A. Glauser 57:46 (EQ/ENG) N. Niederreiter | Widzów: 3232 Sędzia główny: Jan Hribik Liam Sewell Sędziowie liniowi: Nick Briganti Daniel Hynek |
| Godzina: 16:20 | 10 min. kar |                 | 14 min. kar                                                               | Widzów: 3232 Sędzia główny: Jan Hribik Liam Sewell Sędziowie liniowi: Nick Briganti Daniel Hynek |

| 14 maja 2023 | Czechy | 5:1 | Kazachstan | Arēna Rīga, Ryga |

| Szczegóły      | Szczegóły | Szczegóły       | Szczegóły                 | Szczegóły                                                                                                |
| -------------- | --- | --------------- | ------------------------- | --- |
| Godzina: 20:20 | J. Zbořil (EQ) 08:48 D. Kubalík (PP) 15:25 L. Sedlák (EQ) 41:06 J. Košťálek (PP) 45:46 D. Kubalík (PP2) 58:59 | (2:0, 0:1, 3:0) | 31:18 (EQ) M. Muchamietow | Widzów: 3670 Sędzia główny: Christoffer Holm Mike Langin Sędziowie liniowi: Andreas Hofer Tommi Niittylä |
| Godzina: 20:20 | 2 min. kar |                 | 14 min. kar               | Widzów: 3670 Sędzia główny: Christoffer Holm Mike Langin Sędziowie liniowi: Andreas Hofer Tommi Niittylä |

| 15 maja 2023 | Słowacja | 1:2 pk. | Kanada | Arēna Rīga, Ryga |

| Szczegóły      | Szczegóły              | Szczegóły                 | Szczegóły                                     | Szczegóły |
| -------------- | ---------------------- | ------------------------- | --------------------------------------------- | --- |
| Godzina: 16:20 | P. Cehlárik (PP) 16:08 | (1:1, 0:0, 0:0, 0:0, 0:1) | 07:46 (EQ) J. Neighbours 65:00 (GWG) J. Quinn | Widzów: 4640 Sędzia główny: Jan Hribik André Schrader Sędziowie liniowi: Andreas Weise Krøyer Tommi Niittylä |
| Godzina: 16:20 | 41 min. kar            |                           | 18 min. kar                                   | Widzów: 4640 Sędzia główny: Jan Hribik André Schrader Sędziowie liniowi: Andreas Weise Krøyer Tommi Niittylä |

| 15 maja 2023 | Czechy | 3:4 pd. | Łotwa | Arēna Rīga, Ryga |

| Szczegóły      | Szczegóły                                                        | Szczegóły            | Szczegóły                                                                                 | Szczegóły |
| -------------- | ---------------------------------------------------------------- | -------------------- | ----------------------------------------------------------------------------------------- | --- |
| Godzina: 20:20 | D. Němeček (EQ) 08:25 D. Kubalík (EQ) 29:21 M. Kempný (EQ) 56:58 | (1:0, 1:2, 1:1, 0:1) | 22:16 (EQ) R. Bukarts 23:18 (EQ) M. Dzierkals 45:22 (EQ) O. Cibuļskis 64:16 (EQ) O. Batna | Widzów: 7780 Sędzia główny: Lassi Heikkinen Stefan Hürlimann Sędziowie liniowi: David Nothegger Emil Yletyinen |
| Godzina: 20:20 | 6 min. kar                                                       |                      | 8 min. kar                                                                                | Widzów: 7780 Sędzia główny: Lassi Heikkinen Stefan Hürlimann Sędziowie liniowi: David Nothegger Emil Yletyinen |

| 16 maja 2023 | Słowenia | 0:1 | Norwegia | Arēna Rīga, Ryga |

| Szczegóły      | Szczegóły  | Szczegóły       | Szczegóły                  | Szczegóły |
| -------------- | ---------- | --------------- | -------------------------- | --- |
| Godzina: 16:20 |            | (0:1, 0:0, 0:0) | 14:05 (EQ) T. Berg-Paulsen | Widzów: 2167 Sędzia główny: Adam Bloski Christoffer Holm Sędziowie liniowi: Nicolas Constantineau Daniel Hynek |
| Godzina: 16:20 | 6 min. kar |                 | 8 min. kar                 | Widzów: 2167 Sędzia główny: Adam Bloski Christoffer Holm Sędziowie liniowi: Nicolas Constantineau Daniel Hynek |

| 16 maja 2023 | Szwajcaria | 5:0 | Kazachstan | Arēna Rīga, Ryga |

| Szczegóły      | Szczegóły | Szczegóły       | Szczegóły  | Szczegóły                                                                                                |
| -------------- | --- | --------------- | ---------- | --- |
| Godzina: 20:20 | T. Geisser (EQ) 04:48 F. Herzog (EQ) 27:34 D. Riat (EQ) 30:59 N. Niederreiter (PP) 40:44 R. Loeffel (EQ) 49:31 | (1:0, 2:0, 2:0) |            | Widzów: 2792 Sędzia główny: Sean MacFarlane Liam Sewell Sędziowie liniowi: Jake Davis Tarrington Wyonzek |
| Godzina: 20:20 | 0 min. kar |                 | 6 min. kar | Widzów: 2792 Sędzia główny: Sean MacFarlane Liam Sewell Sędziowie liniowi: Jake Davis Tarrington Wyonzek |

| 17 maja 2023 | Łotwa | 2:1 | Norwegia | Arēna Rīga, Ryga |

| Szczegóły      | Szczegóły                                   | Szczegóły       | Szczegóły          | Szczegóły                                                                                           |
| -------------- | ------------------------------------------- | --------------- | ------------------ | --------------------------------------------------------------------------------------------------- |
| Godzina: 16:20 | R. Ābols (PP) 23:14 T. Andersons (EQ) 23:53 | (0:0, 2:1, 0:0) | 34:20 (EQ) L. Hoff | Widzów: 6872 Sędzia główny: Adam Bloski André Schrader Sędziowie liniowi: Jake Davis Tommi Niittylä |
| Godzina: 16:20 | 14 min. kar                                 |                 | 16 min. kar        | Widzów: 6872 Sędzia główny: Adam Bloski André Schrader Sędziowie liniowi: Jake Davis Tommi Niittylä |

| 17 maja 2023 | Kanada | 5:1 | Kazachstan | Arēna Rīga, Ryga |

| Szczegóły      | Szczegóły                                                                                               | Szczegóły       | Szczegóły               | Szczegóły |
| -------------- | --- | --------------- | ----------------------- | --- |
| Godzina: 20:20 | M. Weegar (EQ) 00:19 L. Crouse (EQ) 05:05 L. Crouse (EQ) 07:50 J. Veleno (EQ) 19:22 S. Blais (EQ) 41:55 | (4:1, 0:0, 1:0) | 09:55 (EQ) A. Beketajew | Widzów: 3411 Sędzia główny: Lassi Heikkinen Stefan Hürlimann Sędziowie liniowi: Daniel Hynek David Nothegger |
| Godzina: 20:20 | 2 min. kar                                                                                              |                 | 0 min. kar              | Widzów: 3411 Sędzia główny: Lassi Heikkinen Stefan Hürlimann Sędziowie liniowi: Daniel Hynek David Nothegger |

| 18 maja 2023 | Czechy | 6:2 | Słowenia | Arēna Rīga, Ryga |

| Szczegóły      | Szczegóły | Szczegóły       | Szczegóły                                | Szczegóły |
| -------------- | --- | --------------- | ---------------------------------------- | --- |
| Godzina: 16:20 | D. Kubalík (PP) 38:19 D. Kubalík (PP) 43:47 R. Červenka (EQ) 45:00 M. Kempný (EQ) 51:12 D. Kubalík (EQ/ENG) 57:49 J. Flek (EQ) 58:56 | (0:2, 1:0, 5:0) | 07:23 (EQ) M. Verlič 11:49 (PP) J. Urbas | Widzów: 3670 Sędzia główny: Mads Frandsen Miroslav Stolc Sędziowie liniowi: Eric Cattaneo Andreas Weise Krøyer |
| Godzina: 16:20 | 6 min. kar |                 | 6 min. kar                               | Widzów: 3670 Sędzia główny: Mads Frandsen Miroslav Stolc Sędziowie liniowi: Eric Cattaneo Andreas Weise Krøyer |

| 18 maja 2023 | Szwajcaria | 4:2 | Słowacja | Arēna Rīga, Ryga |

| Szczegóły      | Szczegóły                                                                                        | Szczegóły       | Szczegóły                                  | Szczegóły |
| -------------- | ------------------------------------------------------------------------------------------------ | --------------- | ------------------------------------------ | --- |
| Godzina: 20:20 | J. Siegenthaler (EQ) 05:07 N. Niederreiter (EQ) 24:47 C. Marti (EQ) 46:51 G. Haas (EQ/ENG) 59:25 | (1:0, 1:2, 2:0) | 25:08 (EQ) A. Kudrna 39:29 (PP) P. Regenda | Widzów: 4840 Sędzia główny: Christoffer Holm Sean MacFarlane Sędziowie liniowi: David Nothegger Jiří Ondráček |
| Godzina: 20:20 | 4 min. kar                                                                                       |                 | 6 min. kar                                 | Widzów: 4840 Sędzia główny: Christoffer Holm Sean MacFarlane Sędziowie liniowi: David Nothegger Jiří Ondráček |

| 19 maja 2023 | Łotwa | 3:2 | Słowenia | Arēna Rīga, Ryga |

| Szczegóły      | Szczegóły                                                           | Szczegóły       | Szczegóły                                 | Szczegóły                                                                                               |
| -------------- | ------------------------------------------------------------------- | --------------- | ----------------------------------------- | --- |
| Godzina: 16:20 | R. Bukarts (EQ) 11:14 K. Daugaviņš (PP) 31:20 R. Bukarts (EQ) 37:39 | (1:0, 2:2, 0:0) | 27:55 (EQ) A. Kuralt 39:47 (EQ) M. Verlič | Widzów: 9180 Sędzia główny: André Schrader Miroslav Stolc Sędziowie liniowi: Eric Cattaneo Daniel Hynek |
| Godzina: 16:20 | 6 min. kar                                                          |                 | 8 min. kar                                | Widzów: 9180 Sędzia główny: André Schrader Miroslav Stolc Sędziowie liniowi: Eric Cattaneo Daniel Hynek |

| 19 maja 2023 | Kazachstan | 4:3 pk. | Słowacja | Arēna Rīga, Ryga |

| Szczegóły      | Szczegóły                                                                                      | Szczegóły                 | Szczegóły                                                    | Szczegóły                                                                                                 |
| -------------- | ---------------------------------------------------------------------------------------------- | ------------------------- | ------------------------------------------------------------ | --- |
| Godzina: 20:20 | R. Starczenko (EQ) 21:03 W. Oriechow (EQ) 24:50 J. Rymariew (PP) 25:22 J. Rymariew (GWG) 65:00 | (0:1, 3:0, 0:2, 0:0, 1:0) | 14:58 (EQ) P. Koch 48:33 (EQ) R. Pánik 56:58 (EQ) P. Regenda | Widzów: 3670 Sędzia główny: Adam Bloski Stefan Hürlimann Sędziowie liniowi: Jake Davis Tarrington Wyonzek |
| Godzina: 20:20 | 8 min. kar                                                                                     |                           | 8 min. kar                                                   | Widzów: 3670 Sędzia główny: Adam Bloski Stefan Hürlimann Sędziowie liniowi: Jake Davis Tarrington Wyonzek |

| 20 maja 2023 | Norwegia | 0:2 | Czechy | Arēna Rīga, Ryga |

| Szczegóły      | Szczegóły   | Szczegóły       | Szczegóły                                 | Szczegóły |
| -------------- | ----------- | --------------- | ----------------------------------------- | --- |
| Godzina: 12:20 |             | (0:2, 0:0, 0:0) | 12:33 (PP2) D. Kubalík 18:43 (EQ) J. Flek | Widzów: 5348 Sędzia główny: André Schrader Miroslav Stolc Sędziowie liniowi: Eric Cattaneo Andreas Weise Krøyer |
| Godzina: 12:20 | 12 min. kar |                 | 31 min. kar                               | Widzów: 5348 Sędzia główny: André Schrader Miroslav Stolc Sędziowie liniowi: Eric Cattaneo Andreas Weise Krøyer |

| 20 maja 2023 | Kanada | 2:3 | Szwajcaria | Arēna Rīga, Ryga |

| Szczegóły      | Szczegóły                                   | Szczegóły       | Szczegóły                                                        | Szczegóły                                                                                              |
| -------------- | ------------------------------------------- | --------------- | ---------------------------------------------------------------- | --- |
| Godzina: 16:20 | T. Toffoli (PP) 29:58 M. Carcone (EQ) 56:22 | (0:0, 1:2, 1:1) | 33:24 (EQ) N. Hischier 37:00 (EQ) D. Simion 52:08 (EQ) A. Ambühl | Widzów: 8234 Sędzia główny: Tobias Björk Mads Frandsen Sędziowie liniowi: Onni Hautamäki Jiří Ondráček |
| Godzina: 16:20 | 6 min. kar                                  |                 | 4 min. kar                                                       | Widzów: 8234 Sędzia główny: Tobias Björk Mads Frandsen Sędziowie liniowi: Onni Hautamäki Jiří Ondráček |

| 20 maja 2023 | Kazachstan | 0:7 | Łotwa | Arēna Rīga, Ryga |

| Szczegóły      | Szczegóły   | Szczegóły       | Szczegóły | Szczegóły                                                                                                |
| -------------- | ----------- | --------------- | --- | --- |
| Godzina: 20:20 |             | (0:2, 0:3, 0:2) | 15:39 (PP) R. Bukarts 17:19 (EQ) O. Batna 21:13 (EQ) M. Dzierkals 29:05 (EQ) R. Ābols 39:54 (EQ) M. Indrašis 49:50 (EQ) K. Daugaviņš 51:40 (PP) R. Ābols | Widzów: 9200 Sędzia główny: Stefan Hürlimann Sean MacFarlane Sędziowie liniowi: Daniel Hynek Šimon Synek |
| Godzina: 20:20 | 10 min. kar |                 | 6 min. kar | Widzów: 9200 Sędzia główny: Stefan Hürlimann Sean MacFarlane Sędziowie liniowi: Daniel Hynek Šimon Synek |

| 21 maja 2023 | Słowenia | 0:1 | Słowacja | Arēna Rīga, Ryga |

| Szczegóły      | Szczegóły  | Szczegóły       | Szczegóły           | Szczegóły                                                                                         |
| -------------- | ---------- | --------------- | ------------------- | ------------------------------------------------------------------------------------------------- |
| Godzina: 16:20 |            | (0:0, 0:1, 0:0) | 20:15 (EQ) R. Pánik | Widzów: 4460 Sędzia główny: Tobias Björk Adam Bloski Sędziowie liniowi: Jake Davis Andreas Krøyer |
| Godzina: 16:20 | 2 min. kar |                 | 6 min. kar          | Widzów: 4460 Sędzia główny: Tobias Björk Adam Bloski Sędziowie liniowi: Jake Davis Andreas Krøyer |

| 21 maja 2023 | Czechy | 2:4 | Szwajcaria | Arēna Rīga, Ryga |

| Szczegóły      | Szczegóły                                    | Szczegóły       | Szczegóły                                                                             | Szczegóły |
| -------------- | -------------------------------------------- | --------------- | ------------------------------------------------------------------------------------- | --- |
| Godzina: 20:20 | R. Červenka (EQ) 06:47 D. Kubalík (PP) 52:14 | (1:1, 0:2, 1:1) | 12:41 (PP) R. Loeffel 23:59 (EQ) A. Ambühl 28:37 (EQ) A. Ambühl 55:40 (EQ) T. Richard | Widzów: 7150 Sędzia główny: Mikko Kaukokari Sean MacFarlane Sędziowie liniowi: Onni Hautamaki Tarrington Wyonzek |
| Godzina: 20:20 | 4 min. kar                                   |                 | 4 min. kar                                                                            | Widzów: 7150 Sędzia główny: Mikko Kaukokari Sean MacFarlane Sędziowie liniowi: Onni Hautamaki Tarrington Wyonzek |

| 22 maja 2023 | Kanada | 2:3 pk. | Norwegia | Arēna Rīga, Ryga |

| Szczegóły      | Szczegóły                                   | Szczegóły                 | Szczegóły                                                            | Szczegóły                                                                                               |
| -------------- | ------------------------------------------- | ------------------------- | -------------------------------------------------------------------- | --- |
| Godzina: 16:20 | M. Lucic (EQ) 28:26 L. Crouse (EQ/EA) 59:48 | (0:1, 1:1, 1:0, 0:0, 0:1) | 09:45 (EQ) A. Martinsen 21:52 (EQ) S. Olden 65:00 (GWG) M. Trettenes | Widzów: 4834 Sędzia główny: Mads Frandsen Sean MacFarlane Sędziowie liniowi: Onni Hautamaki Simon Synek |
| Godzina: 16:20 | 29 min. kar                                 |                           | 2 min. kar                                                           | Widzów: 4834 Sędzia główny: Mads Frandsen Sean MacFarlane Sędziowie liniowi: Onni Hautamaki Simon Synek |

| 22 maja 2023 | Kazachstan | 4:3 | Słowenia | Arēna Rīga, Ryga |

| Szczegóły      | Szczegóły                                                                                      | Szczegóły       | Szczegóły                                                     | Szczegóły                                                                                            |
| -------------- | ---------------------------------------------------------------------------------------------- | --------------- | ------------------------------------------------------------- | --- |
| Godzina: 20:20 | N. Michajlis (PP) 18:10 B. Muratow (PP) 39:02 J. Rymariew (EQ) 51:52 M. Muchamietow (EQ) 56:33 | (1:1, 1:1, 2:1) | 01:30 (EQ) A. Kuralt 21:06 (EQ) A. Kuralt 42:27 (EQ) J. Drozg | Widzów: 4140 Sędzia główny: Tobias Björk Mikko Kaukokari Sędziowie liniowi: Jake Davis Jiří Ondráček |
| Godzina: 20:20 | 4 min. kar                                                                                     |                 | 6 min. kar                                                    | Widzów: 4140 Sędzia główny: Tobias Björk Mikko Kaukokari Sędziowie liniowi: Jake Davis Jiří Ondráček |

| 23 maja 2023 | Słowacja | 4:1 | Norwegia | Arēna Rīga, Ryga |

| Szczegóły      | Szczegóły                                                                                 | Szczegóły       | Szczegóły                | Szczegóły                                                                                                 |
| -------------- | ----------------------------------------------------------------------------------------- | --------------- | ------------------------ | --- |
| Godzina: 12:20 | M. Hrivík (EQ) 03:58 P. Cehlárik (EQ) 07:30 R. Lantoši (EQ) 15:43 R. Pánik (EQ/ENG) 58:41 | (3:0, 0:1, 1:0) | 23:10 (EQ) M. Vikingstad | Widzów: 4170 Sędzia główny: Adam Bloski Sirko Hunnius Sędziowie liniowi: Eric Cattaneo Tarrington Wyonzek |
| Godzina: 12:20 | 2 min. kar                                                                                |                 | 4 min. kar               | Widzów: 4170 Sędzia główny: Adam Bloski Sirko Hunnius Sędziowie liniowi: Eric Cattaneo Tarrington Wyonzek |

| 23 maja 2023 | Kanada | 3:1 | Czechy | Arēna Rīga, Ryga |

| Szczegóły      | Szczegóły                                                        | Szczegóły       | Szczegóły          | Szczegóły                                                                                           |
| -------------- | ---------------------------------------------------------------- | --------------- | ------------------ | --------------------------------------------------------------------------------------------------- |
| Godzina: 16:20 | P. Krebs (PP) 19:12 T. Myers (EQ) 44:09 L. Crouse (EQ/ENG) 59:24 | (1:0, 0:1, 2:0) | 22:06 (EQ) M. Kaut | Widzów: 6420 Sędzia główny: Andris Ansons Miroslav Stolc Sędziowie liniowi: Šimon Synek Dāvis Zunde |
| Godzina: 16:20 | 4 min. kar                                                       |                 | 4 min. kar         | Widzów: 6420 Sędzia główny: Andris Ansons Miroslav Stolc Sędziowie liniowi: Šimon Synek Dāvis Zunde |

| 23 maja 2023 | Szwajcaria | 3:4 pd. | Łotwa | Arēna Rīga, Ryga |

| Szczegóły      | Szczegóły                                                      | Szczegóły            | Szczegóły                                                                                 | Szczegóły                                                                                                 |
| -------------- | -------------------------------------------------------------- | -------------------- | ----------------------------------------------------------------------------------------- | --- |
| Godzina: 20:20 | K. Fiala (EQ) 26:02 M. Miranda (EQ) 47:03 A. Ambühl (EQ) 53:46 | (0:0, 1:2, 2:1, 0:1) | 21:43 (EQ) R. Freibergs 26:34 (EQ) R. Ābols 54:56 (EQ) K. Daugaviņš 62:25 (PP) R. Balcers | Widzów: 9178 Sędzia główny: Mikko Kaukokari Sean MacFarlane Sędziowie liniowi: Brett Mackey Jiří Ondráček |
| Godzina: 20:20 | 12 min. kar                                                    |                      | 6 min. kar                                                                                | Widzów: 9178 Sędzia główny: Mikko Kaukokari Sean MacFarlane Sędziowie liniowi: Brett Mackey Jiří Ondráček |

## Drużyny zakwalifikowane do fazy pucharowej
| Grupa | Pierwsze miejsce  | Drugie miejsce | Trzecie miejsce | Czwarte miejsce |
| ----- | ----------------- | -------------- | --------------- | --------------- |
| A     | Stany Zjednoczone | Szwecja        | Finlandia       | Niemcy          |
| B     | Szwajcaria        | Kanada         | Łotwa           | Czechy          |

## Faza pucharowa
|  |                        |                   |                        |                        |    |                   |                        |                        |                        |                        |                   |       |       |
|  | Ćwierćfinały           | Ćwierćfinały      | Ćwierćfinały           |                        |    | Półfinały         | Półfinały              | Półfinały              |                        |                        | Finał             | Finał | Finał |
|  | Ćwierćfinały           | Ćwierćfinały      | Ćwierćfinały           |                        |    | Półfinały         | Półfinały              | Półfinały              |                        |                        | Finał             | Finał | Finał |
|  | 25 maja 2023 – Tampere |                   |                        |                        |    |                   |                        |                        |                        |                        |                   |       |       |
|  |                        |                   |                        |                        |    |                   |                        |                        |                        |                        |                   |       |       |
|  | Stany Zjednoczone      | Stany Zjednoczone | 3                      |                        |    |                   |                        |                        |                        |                        |                   |       |       |
|  | Stany Zjednoczone      | Stany Zjednoczone | 3                      | 27 maja 2023 – Tampere |    |                   |                        |                        |                        |                        |                   |       |       |
|  | Czechy                 | Czechy            | 0                      |                        |    |                   |                        |                        |                        |                        |                   |       |       |
|  | Czechy                 | Czechy            | 0                      |                        |    | Stany Zjednoczone | Stany Zjednoczone      | 3                      |                        |                        |                   |       |       |
|  | 25 maja 2023 – Ryga    |                   |                        |                        |    | Stany Zjednoczone | Stany Zjednoczone      | 3                      |                        |                        |                   |       |       |
|  |                        |                   | Niemcy                 | Niemcy                 | 4^ |                   |                        |                        |                        |                        |                   |       |       |
|  | Szwajcaria             | Szwajcaria        | Niemcy                 | Niemcy                 | 4^ | 1                 |                        |                        |                        |                        |                   |       |       |
|  | Szwajcaria             | Szwajcaria        |                        |                        |    | 1                 | 28 maja 2023 – Tampere |                        |                        |                        |                   |       |       |
|  | Niemcy                 | Niemcy            | 3                      |                        |    |                   |                        |                        |                        |                        |                   |       |       |
|  | Niemcy                 | Niemcy            | 3                      |                        |    | Kanada            | Kanada                 | 5                      |                        |                        |                   |       |       |
|  | 25 maja 2023 – Tampere |                   |                        |                        |    | Kanada            | Kanada                 | 5                      |                        |                        |                   |       |       |
|  |                        |                   | Niemcy                 | Niemcy                 | 2  |                   |                        |                        |                        |                        |                   |       |       |
|  | Kanada                 | Kanada            | Niemcy                 | Niemcy                 | 2  | 4                 |                        |                        |                        |                        |                   |       |       |
|  | Kanada                 | Kanada            | 27 maja 2023 – Tampere |                        |    | 4                 |                        |                        |                        |                        |                   |       |       |
|  | Finlandia              | Finlandia         | 1                      |                        |    |                   |                        |                        |                        |                        |                   |       |       |
|  | Finlandia              | Finlandia         | 1                      |                        |    | Kanada            | Kanada                 | 4                      | Mecz o 3. miejsce      | Mecz o 3. miejsce      | Mecz o 3. miejsce |       |       |
|  | 25 maja 2023 – Ryga    |                   |                        |                        |    | Kanada            | Kanada                 | 4                      | Mecz o 3. miejsce      | Mecz o 3. miejsce      | Mecz o 3. miejsce |       |       |
|  |                        |                   | Łotwa                  | Łotwa                  | 2  |                   |                        | 28 maja 2023 – Tampere | 28 maja 2023 – Tampere | 28 maja 2023 – Tampere |                   |       |       |
|  | Szwecja                | Szwecja           | Łotwa                  | Łotwa                  | 2  | 1                 |                        | 28 maja 2023 – Tampere | 28 maja 2023 – Tampere | 28 maja 2023 – Tampere |                   |       |       |
|  | Szwecja                | Szwecja           |                        |                        |    |                   |                        | Stany Zjednoczone      | Stany Zjednoczone      | 3                      |                   |       |       |
|  | Łotwa                  | Łotwa             | 3                      |                        |    |                   |                        |                        | Stany Zjednoczone      | 3                      |                   |       |       |
|  | Łotwa                  | Łotwa             | 3                      |                        |    |                   |                        | Łotwa                  | Łotwa                  | 4^                     |                   |       |       |
|  |                        |                   |                        |                        |    |                   |                        |                        | Łotwa                  | 4^                     |                   |       |       |

^ – zwycięstwo w dogrywce / rzutach karnych

### Ćwierćfinały
| 25 maja 2023 | Stany Zjednoczone | 3:0 | Czechy | Tampere Deck Arena, Tampere |

| Szczegóły      | Szczegóły                                                          | Szczegóły       | Szczegóły  | Szczegóły                                                                                                  |
| -------------- | ------------------------------------------------------------------ | --------------- | ---------- | --- |
| Godzina: 16:20 | M. Coronato (EQ) 12:04 N. Perbix (EQ) 28:53 C. Gauthier (EQ) 49:57 | (1:0, 1:0, 1:0) |            | Widzów: 7411 Sędzia główny: Mads Frandsen Liam Sewell Sędziowie liniowi: Tarrington Wyonzek Emil Yletyinen |
| Godzina: 16:20 | 4 min. kar                                                         |                 | 2 min. kar | Widzów: 7411 Sędzia główny: Mads Frandsen Liam Sewell Sędziowie liniowi: Tarrington Wyonzek Emil Yletyinen |

| 25 maja 2023 | Szwajcaria | 1:3 | Niemcy | Arēna Rīga, Ryga |

| Szczegóły      | Szczegóły                  | Szczegóły       | Szczegóły                                                         | Szczegóły                                                                                            |
| -------------- | -------------------------- | --------------- | ----------------------------------------------------------------- | --- |
| Godzina: 16:20 | J. Siegenthaler (EQ) 20:47 | (0:1, 1:2, 0:0) | 06:25 (EQ) M. Kastner 37:51 (EQ) „JJ” Peterka 38:27 (SH) N. Sturm | Widzów: 2896 Sędzia główny: Andris Ansons Tobias Björk Sędziowie liniowi: Onni Hautamäki Dāvis Zunde |
| Godzina: 16:20 | 8 min. kar                 |                 | 29 min. kar                                                       | Widzów: 2896 Sędzia główny: Andris Ansons Tobias Björk Sędziowie liniowi: Onni Hautamäki Dāvis Zunde |

| 25 maja 2023 | Kanada | 4:1 | Finlandia | Tampere Deck Arena, Tampere |

| Szczegóły      | Szczegóły                                                                               | Szczegóły       | Szczegóły                    | Szczegóły                                                                                              |
| -------------- | --------------------------------------------------------------------------------------- | --------------- | ---------------------------- | --- |
| Godzina: 20:20 | J. Quinn (EQ) 07:12 S. Blais (EQ) 30:45 M. Carcone (EQ) 42:54 T. Toffoli (EQ/ENG) 57:42 | (1:0, 1:0, 2:1) | 56:52 (EQ/EA) T. Hartikainen | Widzów: 11529 Sędzia główny: Christoffer Holm Jan Hribik Sędziowie liniowi: Nick Briganti Daniel Hynek |
| Godzina: 20:20 | 8 min. kar                                                                              |                 | 2 min. kar                   | Widzów: 11529 Sędzia główny: Christoffer Holm Jan Hribik Sędziowie liniowi: Nick Briganti Daniel Hynek |

| 25 maja 2023 | Szwecja | 1:3 | Łotwa | Arēna Rīga, Ryga |

| Szczegóły      | Szczegóły               | Szczegóły       | Szczegóły                                                        | Szczegóły                                                                                              |
| -------------- | ----------------------- | --------------- | ---------------------------------------------------------------- | --- |
| Godzina: 20:20 | T. Liljegren (EQ) 29:41 | (0:1, 1:0, 0:2) | 12:56 (EQ) D. Ločmelis 45:55 (EQ) M. Indrašis 53:46 (PP) J. Jaks | Widzów: 9200 Sędzia główny: Mikko Kaukokari Sean MacFarlane Sędziowie liniowi: Jake Davis Brett Mackey |
| Godzina: 20:20 | 4 min. kar              |                 | 33 min. kar                                                      | Widzów: 9200 Sędzia główny: Mikko Kaukokari Sean MacFarlane Sędziowie liniowi: Jake Davis Brett Mackey |

### Półfinały
| 27 maja 2023 | Kanada | 4:2 | Łotwa | Tampere Deck Arena, Tampere |

| Szczegóły      | Szczegóły                                                                                 | Szczegóły       | Szczegóły                                    | Szczegóły                                                                                               |
| -------------- | ----------------------------------------------------------------------------------------- | --------------- | -------------------------------------------- | --- |
| Godzina: 14:20 | S. Blais (EQ) 35:32 J. Quinn (EQ) 40:45 A. Fantilli (EQ) 48:56 S. Laughton (EQ/ENG) 59:17 | (0:1, 1:1, 3:0) | 08:18 (EQ) D. Ločmelis 36:38 (EQ) R. Balcers | Widzów: 8669 Sędzia główny: Mikko Kaukokari Sean MacFarlane Sędziowie liniowi: Nick Briganti Jake Davis |
| Godzina: 14:20 | 12 min. kar                                                                               |                 | 12 min. kar                                  | Widzów: 8669 Sędzia główny: Mikko Kaukokari Sean MacFarlane Sędziowie liniowi: Nick Briganti Jake Davis |

| 27 maja 2023 | Stany Zjednoczone | 3:4 pd. | Niemcy | Tampere Deck Arena, Tampere |

| Szczegóły      | Szczegóły                                                         | Szczegóły            | Szczegóły                                                                                 | Szczegóły                                                                                           |
| -------------- | ----------------------------------------------------------------- | -------------------- | ----------------------------------------------------------------------------------------- | --------------------------------------------------------------------------------------------------- |
| Godzina: 18:20 | A. Tuch (EQ) 01:11 R. Grimaldi (EQ) 03:56 M. Eyssimont (EQ) 28:47 | (2:2, 1:0, 0:1, 0:1) | 12:22 (PP) F. Tiffels 16:03 (EQ) M. Szuber 58:37 (EQ/EA) M. Noebels 67:32 (EQ) F. Tiffels | Widzów: 8011 Sędzia główny: Tobias Björk Jan Hribik Sędziowie liniowi: Onni Hautamäki Jiří Ondráček |
| Godzina: 18:20 | 6 min. kar                                                        |                      | 4 min. kar                                                                                | Widzów: 8011 Sędzia główny: Tobias Björk Jan Hribik Sędziowie liniowi: Onni Hautamäki Jiří Ondráček |

### Mecz o trzecie miejsce
| 28 maja 2023 | Stany Zjednoczone | 3:4 pd. | Łotwa | Tampere Deck Arena, Tampere |

| Szczegóły      | Szczegóły                                                            | Szczegóły            | Szczegóły                                                                          | Szczegóły                                                                                                |
| -------------- | -------------------------------------------------------------------- | -------------------- | ---------------------------------------------------------------------------------- | --- |
| Godzina: 15:20 | R. Grimaldi (EQ) 09:45 R. Grimaldi (PP) 19:03 M. Coronato (EQ) 46:19 | (2:2, 0:0, 1:1, 0:1) | 07:49 (PP) R. Bukarts 16:08 (EQ) J. Jaks 54:21 (EQ) K. Rubīns 61:22 (EQ) K. Rubīns | Widzów: 11033 Sędzia główny: Jan Hribik Liam Sewell Sędziowie liniowi: Onni Hautamäki Tarrington Wyonzek |
| Godzina: 15:20 | 10 min. kar                                                          |                      | 8 min. kar                                                                         | Widzów: 11033 Sędzia główny: Jan Hribik Liam Sewell Sędziowie liniowi: Onni Hautamäki Tarrington Wyonzek |

### Finał
| 28 maja 2023 | Kanada | 5:2 | Niemcy | Tampere Deck Arena, Tampere |

| Szczegóły      | Szczegóły | Szczegóły       | Szczegóły                                       | Szczegóły                                                                                               |
| -------------- | --- | --------------- | ----------------------------------------------- | --- |
| Godzina: 20:20 | S. Blais (EQ) 10:47 L. Crouse (PP) 37:28 S. Blais (EQ) 44:51 T. Toffoli (EQ) 51:51 S. Laughton (EQ/ENG) 58:06 | (1:1, 1:1, 3:0) | 07:44 (EQ) „JJ” Peterka 33:47 (EQ) D. Fischbuch | Widzów: 10470 Sędzia główny: Tobias Björk Sean MacFarlane Sędziowie liniowi: Nick Briganti Daniel Hynek |
| Godzina: 20:20 | 4 min. kar |                 | 2 min. kar                                      | Widzów: 10470 Sędzia główny: Tobias Björk Sean MacFarlane Sędziowie liniowi: Nick Briganti Daniel Hynek |

## Statystyki
Stan po zakończeniu turnieju.

### Zawodnicy z pola
| Lp. | Zawodnik                | Mecze | Gole |
| --- | ----------------------- | ----- | ---- |
| 1.  | Dominik Kubalík         | 8     | 8    |
| 2.  | Cutter Gauthier         | 10    | 7    |
| 2.  | Rocco Grimaldi          | 10    | 7    |
| 4.  | Samuel Blais            | 10    | 6    |
| 4.  | Lawson Crouse           | 10    | 6    |
| 4.  | John-Jason „JJ” Peterka | 10    | 6    |
| 4.  | Nico Sturm              | 10    | 6    |

| Lp. | Zawodnik         | Mecze | Asysty |
| --- | ---------------- | ----- | ------ |
| 1.  | Henrik Tömmernes | 8     | 10     |
| 2.  | T. J. Tynan      | 10    | 10     |
| 3.  | Mikko Rantanen   | 8     | 9      |
| 4.  | Rihards Bukarts  | 10    | 8      |
| 4.  | MacKenzie Weegar | 10    | 8      |
| 4.  | Kai Wissmann     | 10    | 8      |

| Lp. | Zawodnik                | Mecze | Gole | As. | Pkt |
| --- | ----------------------- | ----- | ---- | --- | --- |
| 1.  | Rocco Grimaldi          | 10    | 7    | 7   | 14  |
| 2.  | Dominik Kubalík         | 8     | 8    | 4   | 12  |
| 3.  | John-Jason „JJ” Peterka | 10    | 6    | 6   | 12  |
| 4.  | Rihards Bukarts         | 10    | 3    | 8   | 11  |
| 4.  | MacKenzie Weegar        | 10    | 3    | 8   | 11  |

| Lp. | Zawodnik         | Mecze | +/− |
| --- | ---------------- | ----- | --- |
| 1.  | Jacob Middleton  | 10    | +12 |
| 2.  | Alex Tuch        | 10    | +11 |
| 3.  | Nick Perbix      | 10    | +10 |
| 3.  | MacKenzie Weegar | 10    | +10 |
| 5.  | Dylan Samberg    | 10    | +10 |

| Lp. | Zawodnik         | Mecze | %     |
| --- | ---------------- | ----- | ----- |
| 1.  | Tanner Richard   | 8     | 68,89 |
| 2.  | Manuel Wiederer  | 4     | 64,29 |
| 3.  | Hannes Björninen | 8     | 63,54 |
| 4.  | Žiga Jeglič      | 7     | 62,82 |
| 5.  | Antti Suomela    | 5     | 62,71 |

| Lp. | Zawodnik           | Mecze | Minuty |
| --- | ------------------ | ----- | ------ |
| 1.  | Libor Hudáček      | 7     | 33     |
| 2.  | Moritz Seider      | 10    | 31     |
| 2.  | Maksymilian Szuber | 10    | 31     |
| 4.  | Michael Eyssimont  | 9     | 29     |
| 5.  | Adam Fantilli      | 10    | 29     |

### Klasyfikacje bramkarzy
Zestawienie uwzględnia bramkarzy, którzy rozegrali minimum 40% łącznego czasu gry swoich zespołów.
| Lp. | Zawodnik            | Mecze | %     |
| --- | ------------------- | ----- | ----- |
| 1.  | Stanislav Škorvánek | 7     | 95,37 |
| 2.  | Karel Vejmelka      | 6     | 94,35 |
| 3.  | Sam Montembeault    | 7     | 93,87 |
| 4.  | Lars Johansson      | 7     | 93,33 |
| 5.  | Samuel Hlavaj       | 7     | 93,20 |

| Lp. | Zawodnik            | Mecze | #    |
| --- | ------------------- | ----- | ---- |
| 1.  | Stanislav Škorvánek | 7     | 1,26 |
| 2.  | Sam Montembeault    | 7     | 1,42 |
| 3.  | Lars Johansson      | 7     | 1,58 |
| 4.  | Robert Mayer        | 5     | 1,77 |
| 5.  | Karel Vejmelka      | 6     | 1,78 |

## Wyróżnienia indywidualne
- Najlepsi zawodnicy wybrani przez dyrektoriat turnieju:
  - Najlepszy bramkarz:  Artūrs Šilovs
  - Najlepszy obrońca:  MacKenzie Weegar
  - Najlepszy napastnik:  John-Jason „JJ” Peterka

- Skład Gwiazd wybrany w głosowaniu dziennikarzy:
  - Bramkarz:  Artūrs Šilovs
  - Obrońcy:  MacKenzie Weegar,  Moritz Seider
  - Napastnicy:  John-Jason „JJ” Peterka,  Rocco Grimaldi,  Dominik Kubalík
  - Najbardziej Wartościowy Gracz (MVP):  Artūrs Šilovs[6]

## Składy medalistów
| Złoto Kanada  | Jacob Middleton, Pierre-Olivier Joseph, Cody Glass, Jack McBain, Milan Lucic, Peyton Krebs, Justin Barron, Scott Laughton, Jack Quinn, Devon Levi, Joel Hofer, Sam Montembeault, MacKenzie Weegar, Michael Carcone, Tyler Myers, Jake Neighbours, Lawson Crouse, Tyler Toffoli, Ethan Bear, Brad Hunt, Samuel Blais, Joe Veleno, Adam Fantilli Trener: André Tourigny                                                                                          |
| Srebro Niemcy | Dustin Strahlmeier, Kai Wissmann, Maximilian Kastner, Leon Gawanke, Maksymilian Szuber, Samuel Soramies, John-Jason „JJ” Peterka, Mathias Niederberger, Maximilian Franzreb, Fabio Wagner, Alexander Ehl, Jonas Müller, Moritz Seider, Manuel Wiederer, Leon Hüttl, Wojciech Stachowiak, Parker Tuomie, Dominik Kahun, Justin Schütz, Daniel Fischbuch, Nico Sturm, Moritz Müller, Marcel Noebels, Frederik Tiffels, Filip Varejcka Trener: Harold Kreis       |
| Brąz Łotwa    | Kārlis Čukste, Renārs Krastenbergs, Rihards Bukarts, Kaspars Daugaviņš, Mārtiņš Dzierkals, Rodrigo Ābols, Rūdolfs Balcers, Toms Andersons, Uvis Jānis Balinskis, Oskars Cibuļskis, Ralfs Freibergs, Artūrs Šilovs, Georgs Golovkovs, Kristers Gudļevskis, Arvils Bergmanis, Miks Indrašis, Roberts Bukarts, Jānis Jaks, Deniss Smirnovs, Ivars Punnenovs, Kristaps Zīle, Dans Ločmelis, Ronalds Ķēniņš, Kristiāns Rubīns, Oskars Batņa Trener: Harijs Vītoliņš |

## Klasyfikacja końcowa
| Msc. | Reprezentacja     |
| ---- | ----------------- |
|      | Kanada            |
|      | Niemcy            |
|      | Łotwa             |
| 4    | Stany Zjednoczone |
| 5    | Szwajcaria        |
| 6    | Szwecja           |
| 7    | Finlandia         |
| 8    | Czechy            |
| 9    | Słowacja          |
| 10   | Dania             |
| 11   | Kazachstan        |
| 12   | Francja           |
| 13   | Norwegia          |
| 14   | Austria           |
| 15   | Węgry             |
| 16   | Słowenia          |

| Spadek do I Dywizji Grupy A w 2024: | Węgry Słowenia         |
| Awans do turnieju MŚ Elity w 2024:  | Wielka Brytania Polska |